# Gherghești
Gherghești es una comuna ubicada en el distrito de Vaslui, Rumania.

## Superficie
Posee una superficie de 72,46 kilómetros cuadrados.

## Demografía
Hasta 2021 la población era de 2066 habitantes, con una densidad de población de 28,51 habitantes por kilómetro cuadrado.